# Abisso Weber
L’abisso Weber è un abisso marino situato nella parte occidentale dell'Oceano Pacifico. Con i suoi 7.440 m di profondità è il punto più profondo del Mar di Banda.

## Localizzazione geografica
L'abisso Weber si trova nella parte occidentale del periferico Mar di Banda, a nordovest delle Isole Tanimbar. 
L'abisso è posizionato alle coordinate 6°S e 131,30°W.

## Etimologia
L'abisso Weber deriva il nome dallo zoologo tedesco-olandese Max Wilhelm Carl Weber, che era a capo della Spedizione Siboga che esplorò i mari delle allora Indie orientali olandesi (oggi Indonesia) negli anni 1899-1900 redigendone poi accurate descrizioni idrografiche.